# Copa Paulista de Futebol Feminino de 2020
A Copa Paulista Feminino de 2020 foi a segunda edição deste evento esportivo, um torneio estadual de futebol feminino organizado pela Federação Paulista de Futebol (FPF).
O torneio compreendeu duas fases eliminatórias distintas e contou com a participação de AD Taubaté, Santos, São José e São Paulo, ocorrendo no período de 3 a 19 de dezembro.
O título da edição foi conquistado pelo Santos, que venceu a decisão nos pênaltis contra o São Paulo.

## Formato e participantes
A Copa Paulista de 2020 transcorreu por meio de duas fases eliminatórias distintas, as quais se integraram a um chaveamento preestabelecido. Ao contrário da edição anterior, a determinação do vencedor ocorreu em duas partidas, não se realizou a disputa pela terceira colocação, e os participantes foram designados com base em suas posições no Campeonato Paulista daquele ano.

## Resumo
Santos e São José protagonizaram o confronto inaugural do torneio, ocorrido no estádio Urbano Caldeira em uma quinta-feira, 3 de dezembro. As equipes apresentaram um primeiro tempo equilibrado, sendo a principal oportunidade de destaque criada pela jogadora santista Amanda Gutierres. Esta marcou os dois primeiros gols da partida nos primeiros doze minutos do segundo tempo. O terceiro gol foi anotado por Cristiane poucos minutos depois. Apesar do desconto do clube visitante com o gol de Tipa, não foi possível reverter a desvantagem. No dia seguinte, o estádio Dario Rodrigues Leite, em Guaratinguetá, foi palco do confronto entre São Paulo e AD Taubaté, sendo que o clube da capital garantiu a vitória com os gols de Giovana Perpétuo e Giovaninha.
Os jogos de volta foram disputados na semana subsequente. O Santos tornou-se o primeiro finalista ao conquistar nova vitória sobre o São José. No estádio Martins Pereira, o visitante chegou a marcar quatro gols, ampliando sua vantagem no confronto, apesar da redução do placar pelo adversário. O oponente da decisão foi definido em Cotia, numa quinta-feira, 8 de dezembro. Atuando em casa, o São Paulo ampliou facilmente sua vantagem sobre a AD Taubaté, com Jaqueline, Bruna e Ana marcando no primeiro tempo, assegurando a vitória e a classificação.
A primeira partida da final entre os rivais Santos e São Paulo ocorreu em 13 de dezembro, no estádio Urbano Caldeira. A equipe da Baixada Santista obteve a vitória com gols de Nicole e Amanda Gutierres. No entanto, o adversário igualou o confronto no segundo jogo, especificamente no primeiro tempo. O São Paulo não conseguiu ampliar o placar, resultando na perda do título na disputa por pênaltis.

## Resultados
|  | Semifinais  | Semifinais | Semifinais | Semifinais |       |             | Final | Final | Final | Final |
|  |             |            |            |            |       |             |       |       |       |       |
|  | Santos      | 3          | 4          | 7          |       |             |       |       |       |       |
|  | São José-SP | 1          | 3          | 4          |       |             |       |       |       |       |
|  | São José-SP | 1          | 3          | 4          |       | Santos (p.) | 2     | 0     | 2 (5) |       |
|  |             |            |            |            |       | Santos (p.) | 2     | 0     | 2 (5) |       |
|  |             | São Paulo  | 0          | 2          | 2 (4) |             |       |       |       |       |
|  | AD Taubaté  | São Paulo  | 0          | 2          | 2 (4) | 0           | 0     | 0     |       |       |
|  | AD Taubaté  |            |            |            |       | 0           | 0     | 0     |       |       |
|  | São Paulo   | 2          | 3          | 5          |       |             |       |       |       |       |

- As equipes que estão na parte superior do confronto possuem o mando de campo no primeiro jogo e em negrito as equipes classificadas.

### Gerais
- «Regulamento do Campeonato Paulista de Futebol Feminino de 2020» (PDF). Federação Paulista de Futebol. Consultado em 23 de fevereiro de 2021. Cópia arquivada (PDF) em 10 de dezembro de 2020

### Específicas
1. ↑  Leandro Silveira (28 de agosto de 2020). «Após 4 desistências, Paulistão Feminino define formato e começa em 30 de setembro». Terra. Consultado em 23 de fevereiro de 2021. Cópia arquivada em 4 de fevereiro de 2021
2. ↑  «São Paulo se prepara para disputar a Copa Paulista Feminina». São Paulo Futebol Clube. 30 de novembro de 2020. Consultado em 23 de fevereiro de 2021. Cópia arquivada em 2 de dezembro de 2020
3. ↑  «Sereias da Vila vencem São José e abrem vantagem na semifinal da Copa Paulista Feminina». A Tribuna. 3 de dezembro de 2020. Consultado em 23 de fevereiro de 2021. Cópia arquivada em 3 de dezembro de 2020
4. ↑  «São Paulo vence o AD Taubaté fora de casa e fica perto da final». Federação Paulista de Futebol. 4 de dezembro de 2020. Consultado em 23 de fevereiro de 2021. Cópia arquivada em 24 de fevereiro de 2021
5. ↑  «Santos volta a vencer o São José EC e é o primeiro finalista». Federação Paulista de Futebol. 7 de dezembro de 2020. Consultado em 23 de fevereiro de 2021. Cópia arquivada em 24 de fevereiro de 2021
6. ↑  «Sereias da Vila vencem São José se classificam para a final da Copa Paulista Feminina». A Tribuna. 7 de dezembro de 2020. Consultado em 23 de fevereiro de 2021. Cópia arquivada em 7 de dezembro de 2020
7. ↑  «COPA PAULISTA FEMININA: São Paulo vence o Taubaté e fará final com o Santos». Futebol Interior. 8 de dezembro de 2020. Consultado em 23 de fevereiro de 2021. Cópia arquivada em 24 de fevereiro de 2021
8. ↑  «Tricolor vence e avança para a final da Copa Paulista Feminina». São Paulo Futebol Clube. 8 de dezembro de 2020. Consultado em 23 de fevereiro de 2021. Cópia arquivada em 24 de fevereiro de 2021
9. ↑  «Santos bate São Paulo e abre vantagem na Copa Paulista». Olimpíada Todo Dia. 13 de dezembro de 2020. Consultado em 23 de fevereiro de 2021. Cópia arquivada em 13 de dezembro de 2020
10. ↑  «Sereias da Vila vencem o São Paulo e largam na frente na decisão da Copa Paulista». A Tribuna. 14 de dezembro de 2020. Consultado em 23 de fevereiro de 2021. Cópia arquivada em 24 de fevereiro de 2021
11. ↑  «Sereias da Vila vencem São Paulo e conquistam a Copa Paulista Feminina». A Tribuna. 19 de dezembro de 2020. Consultado em 23 de fevereiro de 2021. Cópia arquivada em 19 de dezembro de 2020
12. ↑  «Santos bate o São Paulo nos pênaltis e conquista a Copa Paulista Feminina 2020». Gazeta Esportiva. 19 de dezembro de 2020. Consultado em 23 de fevereiro de 2021. Cópia arquivada em 19 de dezembro de 2020